# Pagerwangi (Balapulang)
Pagerwangi is een bestuurslaag in het regentschap Tegal van de provincie Midden-Java, Indonesië. Pagerwangi telt 1211 inwoners (volkstelling 2010).